# 井川比佐志
井川 比佐志（いがわ ひさし、1936年〈昭和11年〉11月17日 - ）は、日本の俳優、声優。満洲国奉天市（現・中国・瀋陽市）生まれ。東京都出身。

## 来歴・人物
父親は測量技師で、戦後は日本測量専門学校（現在の国土建設学院）で測量士の育成にも尽力した。
小学生の頃、旧満洲からの引き揚げを経験。
1955年、東京都立千歳丘高等学校を卒業。
高校卒業後に俳優座養成所に第7期生として入所。のちに行動をともにする田中邦衛とは同期であった。
1958年、座員に昇格。
1962年、安部公房原作・脚本、勅使河原宏の監督映画『おとし穴』に主演して注目を浴びる。
1973年に退座し、田中らと「安部公房スタジオ」の旗揚げに参加。
現在はフリーランスで活動。
1968年にはテレビドラマ版『男はつらいよ』で諏訪博士役を演じ、一躍知名度を上げる（映画版とは対照的な眼鏡にスーツ姿という風貌の町医者姿であった）。映画版でも『男はつらいよ 望郷篇』に出演しており、映画版の博を演じた前田吟に似た風貌のキャラクターを演じた。
演劇界の数少ない庶民派として作品を支えるバイプレイヤーであり、黒澤明や山田洋次、小泉堯史作品の常連として重用された。
また、テレビドラマ・映画ではベテラン刑事役を多くこなした。
リチャード・バートン、マーロン・ブランド等の吹き替えも担当している（ピエール・ブーレーズも担当）。

## 出演作品（俳優）

### 映画
- 純愛物語（1957年、東映）
- 第五福竜丸（1959年、近代映画協会+新世紀映画）
- 銀座のお兄ちゃん挑戦す（1960年）
- 赤坂の姉妹より 夜の肌 (1960年、東京映画)
- 顔役暁に死す（1961年）
- おとし穴（1962年、ATG） - 炭坑夫Aと第二組合長
- 切腹（1962年、松竹）
- 白と黒（1963年、東宝）
- 三匹の侍（1964年、松竹）
- 銃殺（1964年、東映）
- 霧の旗（1965年、松竹）
- 他人の顔（1966年、東宝）
- 一万三千人の容疑者（1966年、東映）
- 組織暴力（1967年、東映）
- 東宝8.15シリーズ（東宝）
  - 日本のいちばん長い日（1967年）
  - 激動の昭和史 沖縄決戦（1971年） - 伊藤大尉[3]
- 御用金（1969年、東宝）
- トラ・トラ・トラ!（1970年、20世紀フォックス）
- 家族（1970年、松竹）
- どですかでん（1970年）
- 男はつらいよ 望郷篇（1970年）
- 時の崖（1971年）
- 戦争と人間 第二部 愛と悲しみの山河（1971年）
- 故郷（1972年、松竹）
- 青春の門（1975年）
- わが青春のとき（1975年）
- 動脈列島（1975年）
- 同胞（1975年）
- 化石（1975年） - 船津
- 不毛地帯（1976年）
- 遠い一本の道（1977年、国鉄労働組合） - 滝ノ上市蔵(主演)
- 八つ墓村（1977年、松竹） - 井川勘治
- 曽根崎心中（1978年） - 平野屋久右衛門
- 夜叉ヶ池（1979年、松竹） - 鯉七
- 天平の甍（1980年）
- 日本フィルハーモニー物語 炎の第五楽章（1981年） - 大野先生
- 夏の別れ（1981年） - おやじ
- 日本の熱い日々 謀殺・下山事件（1981年） - 李中漢
- ひめゆりの塔（1982年）
- 地平線（1984年）
- パンツの穴（1984年）
- 乱（1985年）
- タンポポ（1985年）
- 植村直己物語（1986年） - 植村修
- ブラックボード（1986年）
- 鹿鳴館（1986年）
- ハチ公物語（1987年）
- 刑事物語5 やまびこの詩（1987年）
- 帝都物語（1988年）
- 童謡物語（1988年）
- 夢（1990年）
- 3-4X10月（1990年）
- 八月の狂詩曲（1991年）
- 戦争と青春（1991年）
- 泣きぼくろ（1991年）
- 女殺油地獄（1992年）
- 濹東綺譚（1992年） - 菊池寛
- 豪姫（1992年） - 徳川家康
- ひかりごけ（1992年） - 検事
- まあだだよ（1993年、東宝）
- 四十七人の刺客（1994年）
- 最後の弾丸（1994年、テレビ映画）
- きけ、わだつみの声 Last Friends（1995年）
- あした（1995年）
- 霧の子午線（1996年） - デスク・矢部
- 八つ墓村（1996年） - 諏訪弁護士
- SADA〜戯作・阿部定の生涯（1998年）
- 三毛猫ホームズの推理 〈ディレクターズカット〉（1998年2月14日公開、PSC、ザナドゥー）
- 雨あがる（2000年）
- BULLET BALLET/バレッ ト・バレエ（2000年）
- ホタル（2001年）
- ほとけ（2001年）
- 陽はまた昇る（2002年）
- 阿弥陀堂だより（2002年） - 石野助役
- 13階段（2003年）
- さよなら、クロ（2003年） - 大河内徳次郎
- KEEP ON ROCKIN'（2003年） - 高原英二の父
- 嗤う伊右衛門（2004年）
- 半落ち（2004年）
- 男たちの大和/YAMATO（2005年）
- 博士の愛した数式（2005年）
- 8月のクリスマス（2005年）
- 県庁の星（2006年）
- キトキト!（2007年）
- Beauty うつくしいもの（2008年） - 小椋半造
- 劔岳 点の記（2009年） - 芦峅寺総代
- 悪人（2010年）
- 草原の椅子（2013年）
- 春を背負って（2014年） - 文治
- 蜩ノ記（2014年） -  慶仙和尚
- くちびるに歌を（2015年）
- FOUJITA（2015年）
- 続・深夜食堂（2016年）
- 峠 最後のサムライ（2022年） - 月泉和尚[4]

### テレビドラマ
- ダイヤル110番（日本テレビ）
- 日立劇場（KR→TBS）
  - 祈祷（1959年）
  - 小さな結婚披露宴（1960年）
- 三菱ダイヤモンド劇場 鏨師（1960年、フジテレビ）
- ここに人あり 第160話「旅あきんど」（1960年、NHK総合）
- ゼロの焦点（1961年、フジテレビ）
- 文芸劇場 怒りの街（1962年、NHK総合）
- テレビ劇場（NHK総合） 
  - その男（1962年）
  - 一匹（1963年）
- 松本清張シリーズ・黒の組曲 第18話「万葉翡翠」（1962年、NHK総合）
- 東芝日曜劇場（TBS、RKB毎日放送）
  - 時計と香水（1962年）
  - 続おゆき（1963年）
  - わたしはもう歌わない（1963年）
  - 女優シリーズ 生まれた芽（1964年）
  - 片想い 〜姉妹の恋より〜（1966年）
  - 春や春（1966年 - 1967年）
- 近鉄金曜劇場（TBS、RKB毎日放送）
  - 限りなき前進（1962年）
  - 乾いた街（1962年）
  - ある逃亡者（1964年）
  - 目撃者（1964年） - A（江口高雄役の俳優）
- 名作推理劇場（NET）
  - 死のブルース（1962年）
  - 死者との結婚（1963年）
- 幕末（1964年 - 1965年、TBS）
- シオノギテレビ劇場（フジテレビ）
  - 仲代達矢アワー・荒野の素浪人（1965年）
  - あの人は帰ってこなかった第1部「屋根」（1965年）
  - ゴメスの名はゴメス（1967年）
- 刑事（1965年、フジテレビ）
- 若者たち（1966年、フジテレビ）
- 連続テレビ小説（NHK総合）
  - おはなはん（1966年）
  - はっさい先生（1987年） - 早乙女辰吉
- 逃亡（1966年、NETナショナルゴールデン劇場）※2002年版にも出演
- おゆき（1966年、TBS）
- 剣（1967年、日本テレビ）
- 渥美清の泣いてたまるか「雪の降る街に」（1967年、TBS）
- 大河ドラマ（NHK総合）
  - 竜馬がゆく（1968年） - ジョン万次郎
  - 勝海舟（1974年） - 松本良順
  - 徳川家康（1983年） - 奥原信十郎
  - 元禄繚乱 （1999年） - 原惣右衛門
- お庭番 第5話 - 第8話「隠密野郎」（1968年、日本テレビ）
- 十一番目の志士（1968年、NETナショナルゴールデン劇場）
- 男はつらいよ（1968年、フジテレビ） - 諏訪医師
- もうれつ大家族（1969年、フジテレビ）
- お嫁にいきたい（1970年、フジテレビ）
- 君は海を見たか（1970年、日本テレビ） - 大石先生
- 鬼平犯科帳 第58話「雨の湯豆腐」（1970年、NET / 東宝） - 彦次郎
- 大忠臣蔵（1971年、テレビ朝日）
- 焼きたてのホカホカ（1971年、日本テレビ）
- 化石（1972年、フジテレビ） - 船津
- 恐怖劇場アンバランス 第6話「地方紙を買う女」（1973年、フジテレビ） -  杉本隆治
- つくし誰の子 第3シリーズ（1973年、日本テレビ）
- 白い影（1973年、TBS）
- 女・その愛のシリーズ「明治一代女」（1973年、NET）
- 破れ傘刀舟悪人狩り 第3話「八州狼狩り」（1974年、テレビ朝日） -  湯浅新兵衛
- おんな浮世絵・紅之介参る! 第1話「八百八町コマが舞う」（1974年、日本テレビ）
- 座頭市物語 第17話「花嫁峠に夕陽は燃えた」（1975年、フジテレビ）
- 大江戸捜査網 第256話「明日なき命の代償」（1976年、東京12チャンネル） - 神坂
- 二十五年目の顔（1977年7月14日、NHK総合） - 磯崎
- 赤い絆（1977年、TBS） - 吉川総一郎
- 特捜最前線 第84話「記憶のない毒殺魔!」（1978年、テレビ朝日） - 西井誠一
- 風鈴捕物帳 第6話「鬼蜘蛛の謎」（1978年、テレビ朝日）
- 噂の刑事トミーとマツ（1979年、TBS） - 高村巡査部長 役
- 新・座頭市第3シリーズ 第25話「虹の旅」（1979年、フジテレビ）
- ドラマ人間模様（NHK総合）
  - 海峡 （1981年） - 国丹勝年 役
- 秘密のデカちゃん 第1話「秘密ヒミツ! 今夜の出来ごと」（1981年、TBS） - 木下
- 太陽の子（1982年、NHK総合） - お父さん 役
- ザ・サスペンス（TBS系）
  - 松本清張の内海の輪（1982年4月、大映テレビ） - 串田刑事
  - 松本清張の時間の習俗（1982年6月、大映テレビ） - 鳥飼重太郎
  - 骨肉の家（1983年11月）
  - 妻たちの危険な昼下り（1984年1月）
  - 処女が見た（1984年4月） - 高梨部長刑事
- 火曜サスペンス劇場（日本テレビ系）
  - 蝶たちの殺意（1983年3月、松竹） - 太田刑事
  - 松本清張の歯止め（1983年4月、東京映画） - 津留良夫
  - 松本清張の知られざる動機（1983年9月、松竹） - 竹中捜査係長
  - 妻の疑惑（1987年1月、東映） - 倉本洋平
  - 浅見光彦ミステリー4・美濃路殺人事件（1988年9月、近代映画協会） - 鈴木警部
  - 松本清張スペシャル・家紋（1990年2月、松竹・『霧』企画）
  - 地方記者・立花陽介 (1) 「伊豆下田通信局」（1993年5月、近代映画協会） - 井沢刑事
  - 地方記者・立花陽介 (8) 「会津若松通信局」（1996年9月、オセロット） - 滝川警部補
  - 取調室16「血の海の密室同時殺人 Yの刺しゅうと吉野ヶ里に隠された女の悲恋」（2002年2月26日、宝映企画）
  - 弁護士・朝日岳之助 (17) 「開かずの扉」（2002年8月、国際放映）
  - うさぎと亀 〜桜の樹の下で〜（2003年6月） - 鎌田常夫
  - 箱根湯河原温泉交番(2)夫婦椿の涙（2004年7月27日） - 西山修二（陶芸家）
- 木曜ゴールデンドラマ 幻の殺意（1983年、読売テレビ）
- 新・女捜査官 第2話「幕あけは裸で金粉死体」（1983年、テレビ朝日）
- 青が散る（1983年 - 1984年、TBS） - 椎名洋介
- スチュワーデス物語 第9話「ダンス！ダンス！！」（1983年、TBS / 大映テレビ） - 中島友子の父
- 土曜ワイド劇場（テレビ朝日系）
  - 幽霊同窓会（1984年12月）
  - 船長シリーズ9・愛と死の殺人海流（1997年9月） - 吉田刑事
- 少女に何が起ったか（1985年、TBS） - 峰岸和弘
- 乳姉妹（1985年、TBS） - 松本龍作
- 真田太平記（1985年、NHK総合） - 田子庄左衛門
- 夫婦生活（1985年、TBS） - 藤枝洋二
- 金曜女のドラマスペシャル 松本清張の黒い画集・紐（1985年、フジテレビ）
- 銀河テレビ小説（NHK総合）
  - 下町三人娘（1986年）  - 松本時男
  - ときめき（1986年） - 長良淳之助
- シャツの店（1986年、NHK総合） - 宇本賢次
- ふたたびの街（1986年8月6日、NHK総合） - 治郎
- 遊びじゃないのよ、この恋は（1986年、TBS）
- 友だち（1987年、NHK総合） - 米村壮司 役
- 田原坂（1987年、日本テレビ） - 市来六左衛門
- 裸の大将 （関西テレビ / 東阪企画）
  - 第25話「清・北の国のキューピッド」（1988年） - 治一 役
  - 第71話「清のファインプレー」（1995年） - 河井弥瓶 役
- 若奥さまは腕まくり! 第12話「うちのママは世界一」（1988年、TBS）
- 鬼平犯科帳 第1シリーズ 第12話「兇剣」（1989年、フジテレビ） - 浦部彦太郎
- 北の国から'89帰郷（1989年、フジテレビ）
- 火曜スーパーワイド マイ・アンフェア・レディ!? 百億円の女相続人（1989年、テレビ朝日）
- 卒業（1990年、TBS） - 小沢賢次 役
- 付き馬屋おえん事件帳 第1シリーズ 第12話「過去から来た女」（1990年、テレビ東京） - 丁子屋
- 岡っ引どぶ 第2話「流人島殺人事件」（1991年、フジテレビ） - 夜嵐の倉蔵
- あしたがあるから（1991年、TBS） - 安部康夫
- 金曜ドラマシアター「松本清張作家活動40年記念・張込み」（1991年、フジテレビ） - 上岡刑事
- 大忠臣蔵（1994年、TBS） - 小野寺十内
- 陽のあたる場所（1994年、フジテレビ） - 三杉元
- 人間・失格〜たとえばぼくが死んだら（1994年、TBS） - 須藤久
- ヒロシマ 原爆投下までの4か月（1995年、NHK総合） - 東郷茂徳
- 真昼の月（1996年、TBS）
- 三毛猫ホームズの推理（1996年、テレビ朝日）
- 白線流し〜19の春（1997年、フジテレビ）
- ミセスシンデレラ（1997年、フジテレビ）
- ギフト（1997年、フジテレビ） - 藍川和男
- ラブジェネレーション（1997年、フジテレビ）
- サービス（1998年、日本テレビ）
- 結婚前夜（1998年、NHK総合） - 篠田寛治
- 大丈夫です、友よ（1998年、フジテレビ）
- 旅立つ人と（1999年、フジテレビ）
- チープラブ（1999年、TBS）
- 逃亡（2002年、NHK総合 金曜時代劇） - 卯平※1966年版にも出演
- 新春ドラマスペシャル 秋刀魚の味（2003年1月3日、フジテレビ） - 堀江晋
- はみだし刑事情熱系 最終章♯1♯2（2004年、テレビ朝日） - 田代誠治
- 月曜ミステリー劇場「検事・沢木正夫 殺意の分岐点」（2004年、TBS） - 財部荘八
- 冬の運動会（2005年、日本テレビ）
- やがて来る日のために（2005年、フジテレビ）
- ハルとナツ 届かなかった手紙（2005年、NHK総合） - 徳治
- 医龍-Team Medical Dragon- KARTE:02「神の手と悪魔の薬」（2006年4月20日、フジテレビ） - 佐々木五郎
- 星ひとつの夜 （2007年5月25日、フジテレビ） - 内藤彰介
- ありふれた奇跡（2009年、フジテレビ） - 田崎四郎
- 山田太一ドラマスペシャル 遠まわりの雨（2010年、日本テレビ） - 多田
- 限界集落株式会社（2015年、NHK総合 土曜ドラマ） - 大内一男

### 舞台
- 幽霊はここにいる（1958年、俳優座第44回公演） - 市民G
- 棒になった男（1969年、第一回紀伊國屋演劇プロデュース公演） - 鞄（男）・ボクサー・棒になった男
- 未必の故意（1971年、劇団俳優座'71定期公演No.4） - 消防団員
- 愛の眼鏡は色ガラス（1973年、西武劇場オープニング記念公演・安部公房スタジオ公演） - 男役

### CM
- ブルボン 味ごのみ
- カゴメ カゴメトマトケチャップ（1995年）
- サントリー 角瓶（1996年 - 1998年）※ シリーズCM「我ら、角瓶党」では、酒井和歌子・鹿賀丈史・片岡鶴太郎らと共演。
- 日本電気（2000年 - 2001年)
- 日本ケンタッキー・フライド・チキン（2005年 - 2006年）
- 大日本住友製薬（2007年 - 2008年）
- サントリー 伊右衛門・濃いめ（2010年）
- ローソン おにぎり屋（2011年）
- ダイハツ工業（2012年）

## 出演作品（声優）

### 吹き替え

#### 俳優
- リチャード・バートン
  - アレキサンダー大王（NET版）
  - わかれ
  - 北海の果て
  - イグアナの夜
  - いそしぎ（テレビ朝日版）
- マーロン・ブランド
  - 革命児サパタ（NET版）
  - 波止場（NET版）
  - デジレ（NET版）
  - シェラマドレの決斗（NET版）
  - 若き獅子たち（NET版）

#### 映画
- 熱いトタン屋根の猫（ブリック〈ポール・ニューマン〉）
- 黄金（ボブ・カーティン〈ティム・ホルト〉）
- 勝利者（チェイス〈ジョージ・ペパード〉）
- フォート・ブロックの決闘（ドン・マーレー）

### ナレーション

#### 映画
- 226（1989年）
- 渡り川（1994年）

#### テレビ
- 人間ビジョンスペシャル「雪の花咲く大地なり〜大雪山と北極と〜」（1998年3月1日、北海道テレビ放送制作・テレビ朝日系全国ネット）

### ラジオ
- 吼えろ!（1962年11月18日、朝日放送） - 座員A 役
- チャンピオン（1963年2月28日、RKB毎日）
- FMシアター「桃の花あかり」（2002年12月7日、NHK-FM）
- 流星倶楽部第18回『贖罪の星』（2006年、ABCラジオ） - 元警官梶山役

### 朗読
- 高瀬舟（新潮CD） - ISBN 978-4-10-831007-0 （1978年、新潮社）
- 萩原朔太郎詩集（新潮CD） - ISBN 978-4-10-830040-8 （2000年、新潮社）
- 太平記（新潮CD） - ISBN 978-4-10-830219-8 （2008年、新潮社）

## 受賞歴
- 1970年 キネマ旬報賞 主演男優賞 （家族・どですかでん）
- 1970年 第25回毎日映画コンクール 主演男優賞 （家族）
- 1972年 キネマ旬報賞 主演男優賞 （忍ぶ川・故郷）
- 1985年 毎日映画コンクール 助演男優賞 （乱・タンポポ）
- 1992年 第15回日本アカデミー賞 優秀主演男優賞 （上方苦界草紙・戦争と青春・泣きぼくろ・八月の狂詩曲）[5]
- 2002年 紫綬褒章
- 2008年 旭日小綬章